# Hemimyzon yaotanensis
Hemimyzon yaotanensis är en fiskart som först beskrevs av Fang, 1931.  Hemimyzon yaotanensis ingår i släktet Hemimyzon och familjen grönlingsfiskar. Inga underarter finns listade i Catalogue of Life.